# Podbranč
Podbranč este o comună slovacă, aflată în districtul Senica din regiunea Trnava. Localitatea se află la altitudinea de 288 m deasupra n.m., se întinde pe o suprafață de 14,14 km2 și în 2017 număra 628 de locuitori.
Localitatea este înfrățită cu Rousínov⁠(d).

## Istoric
Localitatea Podbranč este atestată documentar din 1394.

## Demografie
| An:                | 1994 | 2004    | 2014   | 2024 |
| ------------------ | ---- | ------- | ------ | ---- |
| Număr de persoane: | 745  | 645     | 600    | 606  |
| Diferență:         |      | −13,42% | −6,97% | +1%  |

| An:                | 2023 | 2024   |
| ------------------ | ---- | ------ |
| Număr de persoane: | 613  | 606    |
| Diferență:         |      | −1,14% |